# Anne Michaels
Anne Michaels (Toronto, 15 aprile 1958) è una poetessa e scrittrice canadese.

## Biografia
Nata a Toronto, nell'Ontario nel 1958, Michaels ha frequentato l'Accademia di Vaughan Road e successivamente l'Università di Toronto, dove è attualmente docente presso il Dipartimento di letteratura inglese. Il suo primo libro, The Weight of Oranges (1986), volume di poesie, è stato premiato col "Commonwealth Prize". Per la poesia ha ricevuto il  National Magazine Awards, il Canadian Authors Association Award ed una nomina al Premio del Governatore Generale (1991) per la sua seconda raccolta poetica, Miner's Pond. Michaels ha scritto due romanzi, meglio conosciuta per il primo, Fugitive Pieces (1996, pubblicato nel Regno Unito nel 1997 ed in Italia nel 2001), che ha riscosso molto successo internazionalmente ed ha ricevuto il "Books in Canada First Novel Award", il "Trillium Book Award", l'"Orange Prize" ed il "Guardian Fiction Prize". Michaels, che ha anche composto pezzi musicali per il teatro, ha dichiarato: "Quando metti tanto amore nel tuo lavoro, come in un qualsiasi rapporto, non puoi sapere – ma solo sperare – che ciò che stai offrendo sarà recepito in qualche modo. Formi il tuo amore secondo le esigenze artistiche, i rigori del tuo genere letterario. Pur tuttavia è un atto d'amore, ed è natura dell'amore che tu debba darlo liberamente."
Nel 2011 ha preso parte al progetto del Bush Theatre londinese, il Sixty Six Books, per cui ha scritto un pezzo basato su un libro della Bibbia di re Giacomo.

### Romanzi
- Fugitive Pieces, 1996[1]
  - In fuga, Giunti Editore, 1997[4]
- The Winter Vault, 2009
  - La cripta d'inverno, Giunti Editore, 2009[5]

### Antologie poetiche
- The Weight of Oranges (1986)
- Miners Pond (1991)
- Skin Divers (1999)
- Poems (2000)
- Correspondences (2013) (finalista al Griffin Poetry Prize 2014)

## Riconoscimenti

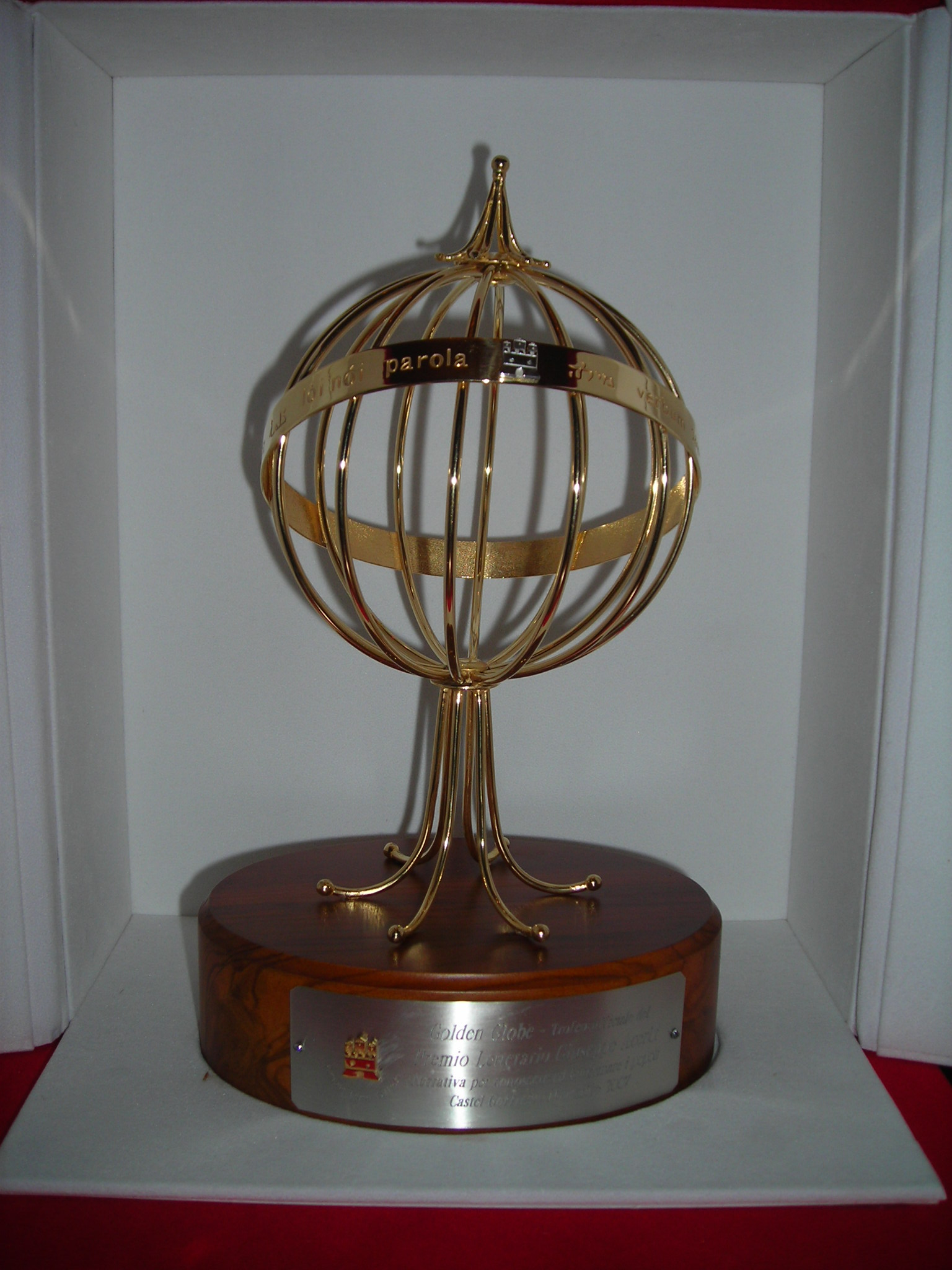
Premio letterario Giuseppe Acerbi.

- 2001 - Premio letterario Giuseppe Acerbi per il romanzo In fuga.

## Film
- Fugitive Pieces (2007) - Premiato al Festival internazionale del film di Roma.